# Liste de sondages sur les élections fédérales canadiennes de 2015 au Québec
Cette page dresse la liste des sondages d'opinions relatifs aux élections fédérales canadiennes de 2015 au Québec.

## À l'échelle provinciale

### Pendant la campagne électorale
|                                                                 |                                         |
| Évolution des intentions de vote pendant la campagne électorale |                                         |
| - Parti libéral du Canada - Parti conservateur du Canada - NPD  | - Bloc québécois - Parti vert du Canada |

| Dernier jour du sondage                                      | PLC  | PCC  | NPD  | BQ   | Vert | Autres | Sondeur    | Échantillon | ME    | Source |
| ------------------------------------------------------------ | ---- | ---- | ---- | ---- | ---- | ------ | ---------- | ----------- | ----- | ------ |
| Dernier jour du sondage                                      |      |      |      |      |      |        | Sondeur    | Échantillon | ME    | Source |
| Résultat du vote                                             | 35,7 | 16,7 | 25,4 | 19,3 | 2,3  | 0,6    |            |             |       |        |
| 18 octobre 2015                                              | 32   | 19   | 29   | 16   | 2    | NC     | Nanos      | 533         | ± 4,3 | PDF    |
| 18 octobre 2015                                              | 36   | 19   | 21   | 22   | 2    | 0      | Forum      | 278         | NC    | PDF    |
| 18 octobre 2015                                              | 25,2 | 18,7 | 26,1 | 22,7 | 4,8  | 2,5    | Ekos       | 405         | ± 4,9 | PDF    |
| 16 octobre 2015                                              | 31   | 20   | 25   | 23   | 1    | 0      | Léger      | 873         | NC    | PDF    |
| 16 octobre 2015                                              | 27   | 16   | 31   | 22   | 3    | 1      | Angus Reid | 452         | NC    | PDF    |
| 16 octobre 2015                                              | 22   | 24   | 26   | 20   | 6    | 3      | Ekos       | 348         | ± 5,3 | PDF    |
| 15 octobre 2015                                              | 24   | 23   | 30   | 14   | 6    | NC     | Ekos       | 350         | ± 5,2 | PDF    |
| 15 octobre 2015                                              | 31,3 | 16,8 | 29,8 | 17,4 | 4,7  | NC     | Nanos      | NC          | NC    | PDF    |
| 13 octobre 2015                                              | 22   | 16   | 34   | 21   | 5    | NC     | Ekos       | 221         | ± 6,6 | PDF    |
| 12 octobre 2015                                              | 25   | 19   | 26   | 23   | 5    | 3      | Ekos       | 405         | ± 4,9 | PDF    |
| 11 octobre 2015                                              | 28,7 | 14,0 | 32,7 | 23,2 | 0,8  | NC     | Nanos      | NC          | NC    | PDF    |
| 9 octobre 2015                                               | 26   | 16   | 32   | 23   | 2    | NC     | Nanos      | 262         | ± 6,1 | PDF    |
| 6 octobre 2015                                               | 27   | 18   | 30   | 21   | 3    | NC     | Nanos      | 266         | ± 6,1 | PDF    |
| 3 octobre 2015                                               | 27   | 18   | 33   | 18   | 3    | NC     | Nanos      | 267         | ± 6,1 | PDF    |
| 30 septembre 2015                                            | 24   | 21   | 34   | 19   | 1    | NC     | Nanos      | 262         | ± 6,1 | PDF    |
| 28 septembre 2015                                            | 24   | 21   | 34   | 18   | 2    | 0      | Ipsos      | 208         | NC    | HTML   |
| 27 septembre 2015                                            | 27   | 17   | 36   | 17   | 2    | NC     | Nanos      | 256         | ± 6,2 | PDF    |
| 23 septembre 2015                                            | 22   | 18   | 38   | 20   | 1    | 1      | Léger      | 1 023       | NC    | PDF    |
| 23 septembre 2015                                            | 22   | 23   | 34   | 17   | 3    | 1      | Forum      | 498         | NC    | PDF    |
| 21 septembre 2015                                            | 28   | 15   | 39   | 14   | 2    | NC     | Nanos      | 261         | ± 6,1 | PDF    |
| 21 septembre 2015                                            | 24   | 13   | 37   | 23   | 3    | NC     | Ipsos      | NC          | NC    | HTML   |
| 20 septembre 2015                                            | 22   | 14   | 46   | 13   | 5    | 0      | CROP       | 1 000       | NC    | PDF    |
| 20 septembre 2015                                            | 25   | 14   | 41   | 16   | 3    | NC     | Nanos      | 261         | ± 6,1 | PDF    |
| 19 septembre 2015                                            | 22,5 | 12,0 | 45,7 | 15,0 | 3,7  | NC     | Nanos      | NC          | NC    | PDF    |
| 18 septembre 2015                                            | 20,8 | 14,4 | 47,7 | 12,0 | 4,2  | NC     | Nanos      | NC          | NC    | PDF    |
| 17 septembre 2015                                            | 23,5 | 14,7 | 47,8 | 9,2  | 3,7  | NC     | Nanos      | NC          | NC    | PDF    |
| 16 septembre 2015                                            | 26,9 | 14,1 | 45,1 | 10,2 | 3,1  | NC     | Nanos      | NC          | NC    | PDF    |
| 15 septembre 2015                                            | 20,0 | 15,8 | 40,8 | 16,0 | 4,0  | 3,4    | Ekos       | 529         | ± 4,3 | PDF    |
| 15 septembre 2015                                            | 25   | 20   | 38   | 13   | NC   | NC     | Forum      | NC          | NC    | PDF    |
| 13 septembre 2015                                            | 28   | 16   | 42   | 11   | 2    | NC     | Nanos      | 270         | ± 6,0 | PDF    |
| 12 septembre 2015                                            | 25   | 17   | 45   | 10   | 3    | NC     | Nanos      | 268         | ± 6,1 | PDF    |
| 11 septembre 2015                                            | 25   | 11   | 48   | 14   | 2    | NC     | Nanos      | 269         | ± 6,0 | PDF    |
| 11 septembre 2015                                            | 22   | 10   | 47   | 14   | 6    | NC     | Abacus     | 240         | NC    | PDF    |
| 10 septembre 2015                                            | 21   | 13   | 50   | 13   | 3    | NC     | Nanos      | 275         | ± 6,0 | PDF    |
| 10 septembre 2015                                            | 21   | 15   | 41   | 17   | 6    | 0      | Innovative | 358         | NC    | PDF    |
| 10 septembre 2015                                            | 21   | 22   | 45   | 10   | 2    | 0      | Forum      | 342         | NC    | PDF    |
| 9 septembre 2015                                             | 19   | 13   | 50   | 14   | 3    | NC     | Nanos      | 271         | ± 6,0 | PDF    |
| 8 septembre 2015                                             | 20   | 15   | 47   | 14   | 4    | 0      | Ipsos      | 179         | NC    | HTML   |
| 8 septembre 2015                                             | 18,8 | 18,9 | 39,2 | 19,0 | 3,1  | 1,0    | Ekos       | 571         | ± 4,1 | PDF    |
| 8 septembre 2015                                             | 21   | 13   | 48   | 15   | 3    | NC     | Nanos      | 269         | ± 6,0 | PDF    |
| 6 septembre 2015                                             | 22,2 | 11,9 | 45,5 | 15,5 | 4,6  | NC     | Nanos      | NC          | NC    | PDF    |
| 2 septembre 2015                                             | 20   | 13   | 46   | 18   | 2    | 1      | Léger      | 1 010       | NC    | PDF    |
| 1er septembre 2015                                           | 18   | 22   | 43   | 14   | NC   | NC     | Forum      | 356         | NC    | PDF    |
| 1er septembre 2015                                           | 18,3 | 17,0 | 41,8 | 17,2 | 4,4  | 1,2    | Ekos       | 750         | ± 3,6 | PDF    |
| 28 août 2015                                                 | 23   | 13   | 44   | 13   | NC   | NC     | Abacus     | NC          | NC    | PDF    |
| 28 août 2015                                                 | 26   | 11   | 41   | 17   | 4    | 1      | Nanos      | 205         | NC    | PDF    |
| 26 août 2015                                                 | 22   | 17   | 41   | 17   | 2    | 1      | Innovative | 833         | NC    | PDF    |
| 26 août 2015                                                 | 25   | 16   | 40   | 16   | 3    | 0      | Ipsos      | 185         | NC    | HTML   |
| 25 août 2015                                                 | 15,6 | 17,4 | 43,9 | 17,0 | 4,9  | 1,2    | Ekos       | 776         | ± 3,5 | PDF    |
| 24 août 2015                                                 | 19   | 11   | 54   | 14   | 1    | 0      | Forum      | 298         | NC    | PDF    |
| 24 août 2015                                                 | 17   | 14   | 51   | 17   | 1    | 0      | Angus Reid | 605         | NC    | PDF    |
| 21 août 2015                                                 | 28   | 12   | 37   | 19   | 3    | 1      | Nanos      | 206         | NC    | PDF    |
| 19 août 2015                                                 | 23   | 16   | 40   | 17   | 3    | 1      | Forum      | 356         | NC    | PDF    |
| 17 août 2015                                                 | 20   | 13   | 47   | 16   | 4    | 0      | CROP       | 1 000       | NC    | PDF    |
| 14 août 2015                                                 | 30   | 12   | 35   | 18   | 4    | 0      | Nanos      | 205         | NC    | PDF    |
| 12 août 2015                                                 | 21   | 17   | 40   | 21   | 1    | 0      | Léger      | 987         | NC    | PDF    |
| 11 août 2015                                                 | 22   | 17   | 37   | 21   | 1    | 1      | Forum      | 356         | NC    | PDF    |
| 11 août 2015                                                 | 20   | 20   | 36   | 18   | 4    | 2      | Ekos       | NC          | NC    | HTML   |
| 10 août 2015                                                 | 22,3 | 19,3 | 41   | 16,4 | 0,5  | 0,5    | Ipsos      | 425         | NC    | HTML   |
| 7 août 2015                                                  | 28   | 13   | 39   | 17   | 3    | 0      | Nanos      | 212         | NC    | PDF    |
| 2 août 2015                                                  | 23   | 17   | 38   | 19   | 2    | 0      | Forum      | 350         | NC    | PDF    |
| Déclenchement officiel des élections fédérales (2 août 2015) |      |      |      |      |      |        |            |             |       |        |

### Pendant la 41elégislature du Canada
|                                                                       |                                         |
| Évolution des intentions de vote pendant la 41e législature du Canada |                                         |
| - Parti libéral du Canada - Parti conservateur du Canada - NPD        | - Bloc québécois - Parti vert du Canada |

#### En 2015 (avant la campagne électorale)
| Dernier jour du sondage | PLC  | PCC  | NPD  | BQ   | Vert | Autres | Sondeur    | Échantillon | ME    | Source |
| ----------------------- | ---- | ---- | ---- | ---- | ---- | ------ | ---------- | ----------- | ----- | ------ |
| Dernier jour du sondage |      |      |      |      |      |        | Sondeur    | Échantillon | ME    | Source |
| 31 juillet 2015         | 30   | 18   | 36   | 13   | 2    | 1      | Nanos      | 212         | NC    | PDF    |
| 28 juillet 2015         | 24   | 19   | 36   | 17   | 3    | 1      | Forum      | 336         | NC    | PDF    |
| 28 juillet 2015         | 17   | 20,7 | 36,3 | 19,6 | 3,7  | 2,6    | Ekos       | 442         | ± 4,7 | PDF    |
| 21 juillet 2015         | 19   | 20   | 38   | 20   | 2    | 1      | Forum      | 291         | NC    | PDF    |
| 16 juillet 2015         | 18   | 23   | 37   | 19   | 3    | 0      | Léger      | 391         | NC    | PDF    |
| 16 juin 2015            | 22   | 14   | 36   | 25   | NC   | 3      | CROP       | 1 000       | NC    | PDF    |
| 11 juin 2015            | 24   | 16   | 32   | 26   | 2    | 1      | Léger      | 1 006       | ± 3,1 | PDF    |
| 7 juin 2015             | 17   | 16   | 48   | 17   | 1    | 1      | Angus Reid | 574         | NC    | PDF    |
| 2 juin 2015             | 16,9 | 16,0 | 38,4 | 20,4 | 5,6  | 2,7    | Ekos       | 317         | ± 5,5 | PDF    |
| 20 mai 2015             | 25   | 15   | 42   | 13   | NC   | 5      | CROP       | 1 000       | NC    | PDF    |
| 30 avril 2015           | 26   | 21   | 31   | 16   | 6    | 0      | Léger      | 352         | NC    | PDF    |
| 20 avril 2015           | 29   | 19   | 31   | 18   | NC   | 3      | CROP       | 1 000       | NC    | PDF    |
| 18 mars 2015            | 28   | 22   | 30   | 15   | 4    | 1      | Léger      | 358         | NC    | PDF    |
| 15 mars 2015            | 29   | 18   | 30   | 18   | NC   | 5      | CROP       | 1 000       | NC    | PDF    |
| 15 février 2015         | 33   | 16   | 30   | 17   | NC   | 4      | CROP       | 1 000       | NC    | PDF    |
| 2 février 2015          | 29   | 16   | 31   | 18   | 3    | 1      | Léger      | 358         | NC    | PDF    |
| 19 janvier 2015         | 36   | 16   | 30   | 14   | NC   | 4      | CROP       | 1 000       | NC    | PDF    |
| 13 janvier 2015         | 28,4 | 19,1 | 22,7 | 18,5 | 7,4  | 3,9    | Ekos       | 557         | ± 4,2 | PDF    |

#### En 2014
| Dernier jour du sondage | PLC  | PCC | NPD  | BQ   | Vert | Autres | Sondeur    | Échantillon | ME    | Source |
| ----------------------- | ---- | --- | ---- | ---- | ---- | ------ | ---------- | ----------- | ----- | ------ |
| Dernier jour du sondage |      |     |      |      |      |        | Sondeur    | Échantillon | ME    | Source |
| 18 décembre 2014        | 25   | 17  | 26   | 24   | 7    | 1      | Ekos       | NC          | NC    | PDF    |
| 15 décembre 2014        | 30   | 14  | 35   | 17   | 2    | 1      | Angus Reid | 647         | NC    | PDF    |
| 11 décembre 2014        | 34   | 17  | 29   | 16   | 4    | 0      | Léger      | 356         | NC    | PDF    |
| 17 novembre 2014        | 32   | 16  | 34   | 14   | NC   | 4      | CROP       | 1 000       | NC    | PDF    |
| 6 novembre 2014         | 33   | 19  | 29   | 14   | 4    | 1      | Léger      | 358         | NC    | PDF    |
| 6 novembre 2014         | 33   | 15  | 26   | 14   | 9    | 3      | Ekos       | 299         | ± 5,7 | PDF    |
| 5 octobre 2014          | 39   | 16  | 25   | 17   | 2    | 1      | Forum      | 379         | NC    | PDF    |
| 25 septembre 2014       | 31,8 | 9,8 | 36,2 | 17,4 | 4,1  | 0,7    | Ekos       | 367         | ± 5,1 | PDF    |
| 22 septembre 2014       | 34   | 13  | 36   | 13   | NC   | 5      | CROP       | 1 000       | NC    | PDF    |
| 19 août 2014            | 37   | 15  | 26   | 18   | 3    | 0      | Forum      | 422         | NC    | PDF    |
| 23 juillet 2014         | 30   | 12  | 37   | 16   | 3    | 2      | Ekos       | 410         | ± 4,8 | PDF    |
| 3 juillet 2014          | 36   | 17  | 24   | 19   | 4    | NC     | Abacus     | 396         | ± 5,0 | PDF    |
| 16 juin 2014            | 32   | 10  | 35   | 18   | 4    | 0      | CROP       | 1 000       | NC    | PDF    |
| 23 mai 2014             | 28   | 12  | 34   | 22   | 2    | 2      | Angus Reid | 331         | NC    | PDF    |
| 22 mai 2014             | 31   | 16  | 29   | 21   | 3    | 0      | Forum      | 388         | NC    | PDF    |
| 19 mai 2014             | 31   | 17  | 29   | 20   | NC   | 2      | CROP       | 1 000       | NC    | PDF    |
| 21 avril 2014           | 32   | 12  | 33   | 20   | 4    | 0      | CROP       | 1 000       | NC    | PDF    |
| 3 avril 2014            | 34   | 15  | 25   | 19   | 5    | 2      | Ekos       | 1 333       | ± 2,7 | PDF    |
| 16 mars 2014            | 33   | 13  | 31   | 18   | 6    | 0      | CROP       | 1 400       | NC    | PDF    |
| 9 mars 2014             | 29   | 12  | 34   | 22   | 2    | 0      | Angus Reid | NC          | NC    | PDF    |
| 16 février 2014         | 34   | 12  | 30   | 20   | NC   | 4      | CROP       | 1 000       | NC    | PDF    |
| 27 janvier 2014         | 28   | 17  | 32   | 19   | 3    | 1      | Ekos       | 304         | ± 5,6 | PDF    |
| 19 janvier 2014         | 40   | 10  | 28   | 17   | NC   | 5      | CROP       | 1 000       | NC    | PDF    |

#### En 2013
| Dernier jour du sondage | PLC                                                    | PCC                                                    | NPD                                                    | BQ                                                     | Vert                                                   | Autres                                                 | Sondeur                                                | Échantillon                                            | ME                                                     | Source                                                 |                                                        |
| ----------------------- | ------------------------------------------------------ | ------------------------------------------------------ | ------------------------------------------------------ | ------------------------------------------------------ | ------------------------------------------------------ | ------------------------------------------------------ | ------------------------------------------------------ | ------------------------------------------------------ | ------------------------------------------------------ | ------------------------------------------------------ | ------------------------------------------------------ |
| Dernier jour du sondage |                                                        |                                                        |                                                        |                                                        |                                                        |                                                        | Sondeur                                                | Échantillon                                            | ME                                                     | Source                                                 |                                                        |
| 9 décembre 2013         | 36                                                     | 13                                                     | 30                                                     | 17                                                     | 4                                                      | 0                                                      | CROP                                                   | 1 000                                                  | NC                                                     | PDF                                                    |                                                        |
| 17 novembre 2013        | 36                                                     | 13                                                     | 28                                                     | 16                                                     | 7                                                      | 0                                                      | CROP                                                   | 1 000                                                  | NC                                                     | PDF                                                    |                                                        |
| 21 octobre 2013         | 31                                                     | 14                                                     | 31                                                     | 18                                                     | NC                                                     | 6                                                      | CROP                                                   | 1 000                                                  | NC                                                     | PDF                                                    |                                                        |
| 17 septembre 2013       | 37                                                     | 13                                                     | 20                                                     | 27                                                     | 2                                                      | 1                                                      | Forum                                                  | 363                                                    | NC                                                     | PDF                                                    |                                                        |
| 15 septembre 2013       | 31                                                     | 14                                                     | 33                                                     | 17                                                     | NC                                                     | 5                                                      | CROP                                                   | 1 000                                                  | NC                                                     | PDF                                                    |                                                        |
| 19 août 2013            | 39                                                     | 14                                                     | 30                                                     | 12                                                     | 3                                                      | 3                                                      | Nanos                                                  | 285                                                    | NC                                                     | PDF                                                    |                                                        |
| 18 août 2013            | 41                                                     | 14                                                     | 27                                                     | 17                                                     | NC                                                     | 1                                                      | CROP                                                   | 1 000                                                  | NC                                                     | PDF                                                    |                                                        |
| 27 juillet 2013         | 38                                                     | 13                                                     | 22                                                     | 25                                                     | 3                                                      | 0                                                      | Forum                                                  | 394                                                    | NC                                                     | PDF                                                    |                                                        |
| 9 juillet 2013          | 29                                                     | 13                                                     | 23                                                     | 27                                                     | 6                                                      | 3                                                      | Ekos                                                   | 767                                                    | ± 3,5                                                  | PDF                                                    |                                                        |
| 19 juin 2013            | 46                                                     | 8                                                      | 26                                                     | 15                                                     | 4                                                      | 1                                                      | Léger                                                  | 349                                                    | NC                                                     | PDF                                                    |                                                        |
| 19 juin 2013            | 35                                                     | 13                                                     | 30                                                     | 15                                                     | 8                                                      | 0                                                      | Nanos                                                  | 205                                                    | ± 6,9                                                  | PDF                                                    |                                                        |
| 20 mai 2013             | 39                                                     | 9                                                      | 29                                                     | 18                                                     | NC                                                     | 5                                                      | CROP                                                   | 1 000                                                  | NC                                                     | PDF                                                    |                                                        |
| 30 avril 2013           | 38                                                     | 12                                                     | 25                                                     | 23                                                     | 2                                                      | 0                                                      | Ipsos                                                  | 192                                                    | NC                                                     | HTML                                                   |                                                        |
| 28 avril 2013           | 37                                                     | 9                                                      | 24                                                     | 23                                                     | 5                                                      | 2                                                      | Harris                                                 | NC                                                     | NC                                                     | PDF                                                    |                                                        |
| 22 avril 2013           | 38                                                     | 10                                                     | 30                                                     | 18                                                     | NC                                                     | 4                                                      | CROP                                                   | 1 000                                                  | NC                                                     | PDF                                                    |                                                        |
| 15 avril 2013           | 46                                                     | 10                                                     | 22                                                     | 18                                                     | 2                                                      | 1                                                      | Forum                                                  | 383                                                    | NC                                                     | PDF                                                    |                                                        |
| 14 avril 2013           | Justin Trudeau est élu chef du Parti libéral du Canada | Justin Trudeau est élu chef du Parti libéral du Canada | Justin Trudeau est élu chef du Parti libéral du Canada | Justin Trudeau est élu chef du Parti libéral du Canada | Justin Trudeau est élu chef du Parti libéral du Canada | Justin Trudeau est élu chef du Parti libéral du Canada | Justin Trudeau est élu chef du Parti libéral du Canada | Justin Trudeau est élu chef du Parti libéral du Canada | Justin Trudeau est élu chef du Parti libéral du Canada | Justin Trudeau est élu chef du Parti libéral du Canada | Justin Trudeau est élu chef du Parti libéral du Canada |
| 10 avril 2013           | 31                                                     | 12                                                     | 22                                                     | 28                                                     | 6                                                      | 2                                                      | Ekos                                                   | 898                                                    | ± 3,3                                                  | PDF                                                    |                                                        |
| 8 avril 2013            | 34                                                     | 12                                                     | 32                                                     | 19                                                     | 4                                                      | 0                                                      | Nanos                                                  | 223                                                    | ± 6,6                                                  | PDF                                                    |                                                        |
| 6 avril 2013            | 28                                                     | 16                                                     | 29                                                     | 21                                                     | 5                                                      | 0                                                      | Abacus                                                 | 237                                                    | NC                                                     | PDF                                                    |                                                        |
| 3 avril 2013            | 32                                                     | 9                                                      | 32                                                     | 26                                                     | NC                                                     | 2                                                      | Ipsos                                                  | 206                                                    | NC                                                     | HTML                                                   |                                                        |
| 3 avril 2013            | 37                                                     | 9                                                      | 24                                                     | 21                                                     | 8                                                      | 1                                                      | Forum                                                  | 294                                                    | NC                                                     | PDF                                                    |                                                        |
| 28 mars 2013            | 28                                                     | 14                                                     | 24                                                     | 29                                                     | 4                                                      | 1                                                      | Léger                                                  | 356                                                    | NC                                                     | PDF                                                    |                                                        |
| 18 mars 2013            | 19                                                     | 15                                                     | 39                                                     | 21                                                     | NC                                                     | 6                                                      | CROP                                                   | 1 000                                                  | NC                                                     | PDF                                                    |                                                        |
| 18 février 2013         | 23                                                     | 15                                                     | 37                                                     | 22                                                     | NC                                                     | 4                                                      | CROP                                                   | 1 000                                                  | NC                                                     | PDF                                                    |                                                        |
| 10 février 2013         | 22                                                     | 11                                                     | 28                                                     | 29                                                     | 7                                                      | 3                                                      | Ekos                                                   | 1 396                                                  | ± 2,6                                                  | PDF                                                    |                                                        |
| 6 février 2013          | 31                                                     | 14                                                     | 29                                                     | 24                                                     | 2                                                      | 1                                                      | Forum                                                  | 261                                                    | NC                                                     | PDF                                                    |                                                        |
| 6 février 2013          | 19                                                     | 15                                                     | 34                                                     | 26                                                     | 5                                                      | NC                                                     | Abacus                                                 | 418                                                    | NC                                                     | PDF                                                    |                                                        |
| 31 janvier 2013         | 26                                                     | 19                                                     | 31                                                     | 20                                                     | 2                                                      | NC                                                     | Nanos                                                  | 183                                                    | NC                                                     | PDF                                                    |                                                        |
| 21 janvier 2013         | 20                                                     | 19                                                     | 35                                                     | 21                                                     | NC                                                     | 5                                                      | CROP                                                   | 1 000                                                  | NC                                                     | PDF                                                    |                                                        |

#### En 2012
| Dernier jour du sondage | PLC                                                                           | PCC                                                                           | NPD                                                                           | BQ                                                                            | Vert                                                                          | Autres                                                                        | Sondeur                                                                       | Échantillon                                                                   | ME                                                                            | Source                                                                        |                                                                               |
| ----------------------- | ----------------------------------------------------------------------------- | ----------------------------------------------------------------------------- | ----------------------------------------------------------------------------- | ----------------------------------------------------------------------------- | ----------------------------------------------------------------------------- | ----------------------------------------------------------------------------- | ----------------------------------------------------------------------------- | ----------------------------------------------------------------------------- | ----------------------------------------------------------------------------- | ----------------------------------------------------------------------------- | ----------------------------------------------------------------------------- |
| Dernier jour du sondage |                                                                               |                                                                               |                                                                               |                                                                               |                                                                               |                                                                               | Sondeur                                                                       | Échantillon                                                                   | ME                                                                            | Source                                                                        |                                                                               |
| 18 décembre 2012        | 29                                                                            | 15                                                                            | 26                                                                            | 24                                                                            | 6                                                                             | 0                                                                             | Forum                                                                         | 306                                                                           | NC                                                                            | PDF                                                                           |                                                                               |
| 10 décembre 2012        | 21                                                                            | 13                                                                            | 40                                                                            | 22                                                                            | NC                                                                            | 4                                                                             | CROP                                                                          | 1 000                                                                         | NC                                                                            | PDF                                                                           |                                                                               |
| 6 décembre 2012         | 15                                                                            | 17                                                                            | 35                                                                            | 29                                                                            | 2                                                                             | 2                                                                             | Léger                                                                         | 344                                                                           | NC                                                                            | PDF                                                                           |                                                                               |
| 3 décembre 2012         | 25                                                                            | 15                                                                            | 24                                                                            | 28                                                                            | 6                                                                             | 3                                                                             | Ekos                                                                          | 1 599                                                                         | ± 2,5                                                                         | PDF                                                                           |                                                                               |
| 19 novembre 2012        | 17                                                                            | 23                                                                            | 41                                                                            | 16                                                                            | NC                                                                            | 3                                                                             | CROP                                                                          | 1 000                                                                         | NC                                                                            | PDF                                                                           |                                                                               |
| 15 novembre 2012        | 32                                                                            | 12                                                                            | 34                                                                            | 19                                                                            | 1                                                                             | NC                                                                            | Nanos                                                                         | 196                                                                           | ± 7,1                                                                         | PDF                                                                           |                                                                               |
| 8 novembre 2012         | 25                                                                            | 14                                                                            | 34                                                                            | 26                                                                            | 1                                                                             | 0                                                                             | Ipsos                                                                         | 445                                                                           | NC                                                                            | HTML                                                                          |                                                                               |
| 27 octobre 2012         | 29                                                                            | 16                                                                            | 31                                                                            | 21                                                                            | 2                                                                             | 1                                                                             | Forum                                                                         | 392                                                                           | NC                                                                            | PDF                                                                           |                                                                               |
| 22 octobre 2012         | 20                                                                            | 16                                                                            | 38                                                                            | 21                                                                            | NC                                                                            | 5                                                                             | CROP                                                                          | 1 000                                                                         | NC                                                                            | PDF                                                                           |                                                                               |
| 11 octobre 2012         | 25                                                                            | 17                                                                            | 36                                                                            | 18                                                                            | 1                                                                             | NC                                                                            | Nanos                                                                         | 216                                                                           | ± 6,8                                                                         | PDF                                                                           |                                                                               |
| 26 septembre 2012       | 30                                                                            | 17                                                                            | 29                                                                            | 22                                                                            | 1                                                                             | 1                                                                             | Forum                                                                         | 445                                                                           | NC                                                                            | PDF                                                                           |                                                                               |
| 9 septembre 2012        | 24,0                                                                          | 15,1                                                                          | 33,7                                                                          | 20,5                                                                          | 2,7                                                                           | 4,0                                                                           | Nanos                                                                         | 204                                                                           | ± 7,0                                                                         | PDF                                                                           |                                                                               |
| 22 août 2012            | 23                                                                            | 18                                                                            | 34                                                                            | 22                                                                            | 2                                                                             | 1                                                                             | Forum                                                                         | 416                                                                           | NC                                                                            | PDF                                                                           |                                                                               |
| 12 juillet 2012         | 25,0                                                                          | 16,8                                                                          | 38,8                                                                          | 17,2                                                                          | 2,3                                                                           | 0                                                                             | Nanos                                                                         | 234                                                                           | ± 6,5                                                                         | PDF                                                                           |                                                                               |
| 5 juillet 2012          | 16                                                                            | 13                                                                            | 39                                                                            | 21                                                                            | 8                                                                             | 3                                                                             | Ekos                                                                          | 572                                                                           | ± 4,1                                                                         | PDF                                                                           |                                                                               |
| 27 juin 2012            | 15                                                                            | 18                                                                            | 42                                                                            | 22                                                                            | 2                                                                             | 1                                                                             | Forum                                                                         | 240                                                                           | NC                                                                            | PDF                                                                           |                                                                               |
| 26 juin 2012            | 17                                                                            | 12                                                                            | 33                                                                            | 27                                                                            | 8                                                                             | 3                                                                             | Ekos                                                                          | 401                                                                           | ± 4,9                                                                         | PDF                                                                           |                                                                               |
| 23 juin 2012            | 15                                                                            | 17                                                                            | 43                                                                            | 22                                                                            | NC                                                                            | NC                                                                            | Abacus                                                                        | NC                                                                            | NC                                                                            | HTML                                                                          |                                                                               |
| 21 juin 2012            | 15                                                                            | 18                                                                            | 40                                                                            | 26                                                                            | NC                                                                            | 1                                                                             | Ipsos                                                                         | 253                                                                           | NC                                                                            | HTML                                                                          |                                                                               |
| 19 juin 2012            | 13                                                                            | 18                                                                            | 48                                                                            | 18                                                                            | NC                                                                            | 3                                                                             | CROP                                                                          | 1 000                                                                         | NC                                                                            | PDF                                                                           |                                                                               |
| 16 juin 2012            | 16                                                                            | 16                                                                            | 42                                                                            | 23                                                                            | 3                                                                             | 1                                                                             | Angus Reid                                                                    | NC                                                                            | NC                                                                            | PDF                                                                           |                                                                               |
| 14 juin 2012            | 18                                                                            | 15                                                                            | 41                                                                            | 22                                                                            | 4                                                                             | 1                                                                             | Forum                                                                         | 401                                                                           | NC                                                                            | PDF                                                                           |                                                                               |
| 31 mai 2012             | 17                                                                            | 18                                                                            | 42                                                                            | 14                                                                            | 3                                                                             | 6                                                                             | Nanos                                                                         | 243                                                                           | ± 6,4                                                                         | PDF                                                                           |                                                                               |
| 21 mai 2012             | 14                                                                            | 15                                                                            | 52                                                                            | 14                                                                            | NC                                                                            | 4                                                                             | CROP                                                                          | 1 000                                                                         | NC                                                                            | PDF                                                                           |                                                                               |
| 10 mai 2012             | 17                                                                            | 13                                                                            | 42                                                                            | 23                                                                            | 1                                                                             | 1                                                                             | Ipsos                                                                         | 420                                                                           | NC                                                                            | HTML                                                                          |                                                                               |
| 30 avril 2012           | 14                                                                            | 10                                                                            | 39                                                                            | 29                                                                            | 6                                                                             | 2                                                                             | Harris                                                                        | NC                                                                            | NC                                                                            | PDF                                                                           |                                                                               |
| 24 avril 2012           | 17                                                                            | 16                                                                            | 42                                                                            | 19                                                                            | 3                                                                             | 2                                                                             | Forum                                                                         | 929                                                                           | NC                                                                            | PDF                                                                           |                                                                               |
| 23 avril 2012           | 15                                                                            | 13                                                                            | 51                                                                            | 18                                                                            | NC                                                                            | 3                                                                             | CROP                                                                          | 1 000                                                                         | NC                                                                            | PDF                                                                           |                                                                               |
| 18 avril 2012           | 23                                                                            | 20                                                                            | 37                                                                            | 16                                                                            | 3                                                                             | 1                                                                             | Nanos                                                                         | 243                                                                           | ± 6,4                                                                         | PDF                                                                           |                                                                               |
| 5 avril 2012            | 15                                                                            | 15                                                                            | 41                                                                            | 28                                                                            | 1                                                                             | 0                                                                             | Ipsos                                                                         | 404                                                                           | NC                                                                            | HTML                                                                          |                                                                               |
| 4 avril 2012            | 10                                                                            | 10                                                                            | 47                                                                            | 29                                                                            | 3                                                                             | 1                                                                             | Léger                                                                         | 350                                                                           | NC                                                                            | PDF                                                                           |                                                                               |
| 30 mars 2012            | 12                                                                            | 19                                                                            | 42                                                                            | 22                                                                            | 4                                                                             | 1                                                                             | Forum                                                                         | 384                                                                           | NC                                                                            | PDF                                                                           |                                                                               |
| 27 mars 2012            | 15                                                                            | 14                                                                            | 40                                                                            | 28                                                                            | 2                                                                             | 0                                                                             | Forum                                                                         | 373                                                                           | NC                                                                            | PDF                                                                           |                                                                               |
| 24 mars 2012            | Thomas Mulcair est élu chef du NPD et devient chef de l'opposition officielle | Thomas Mulcair est élu chef du NPD et devient chef de l'opposition officielle | Thomas Mulcair est élu chef du NPD et devient chef de l'opposition officielle | Thomas Mulcair est élu chef du NPD et devient chef de l'opposition officielle | Thomas Mulcair est élu chef du NPD et devient chef de l'opposition officielle | Thomas Mulcair est élu chef du NPD et devient chef de l'opposition officielle | Thomas Mulcair est élu chef du NPD et devient chef de l'opposition officielle | Thomas Mulcair est élu chef du NPD et devient chef de l'opposition officielle | Thomas Mulcair est élu chef du NPD et devient chef de l'opposition officielle | Thomas Mulcair est élu chef du NPD et devient chef de l'opposition officielle | Thomas Mulcair est élu chef du NPD et devient chef de l'opposition officielle |
| 19 mars 2012            | 22                                                                            | 19                                                                            | 29                                                                            | 28                                                                            | NC                                                                            | 2                                                                             | CROP                                                                          | 1 000                                                                         | NC                                                                            | PDF                                                                           |                                                                               |
| 11 mars 2012            | 15                                                                            | 23                                                                            | 31                                                                            | 25                                                                            | 6                                                                             | 1                                                                             | Ekos                                                                          | 437                                                                           | ± 4,7                                                                         | PDF                                                                           |                                                                               |
| 5 mars 2012             | 22                                                                            | 14                                                                            | 27                                                                            | 31                                                                            | 6                                                                             | 0                                                                             | Léger                                                                         | 637                                                                           | NC                                                                            | PDF                                                                           |                                                                               |
| 28 février 2012         | 19                                                                            | 17                                                                            | 28                                                                            | 25                                                                            | 7                                                                             | 4                                                                             | Ekos                                                                          | 811                                                                           | ± 3,4                                                                         | PDF                                                                           |                                                                               |
| 21 février 2012         | 20                                                                            | 22                                                                            | 31                                                                            | 24                                                                            | NC                                                                            | 2                                                                             | CROP                                                                          | 1 000                                                                         | NC                                                                            | PDF                                                                           |                                                                               |
| 23 janvier 2012         | 19                                                                            | 24                                                                            | 29                                                                            | 22                                                                            | NC                                                                            | 4                                                                             | CROP                                                                          | 1 000                                                                         | NC                                                                            | PDF                                                                           |                                                                               |

#### En 2011
| Dernier jour du sondage | PLC                                                                                  | PCC                                                                                  | NPD                                                                                  | BQ                                                                                   | Vert                                                                                 | Autres                                                                               | Sondeur                                                                              | Échantillon                                                                          | ME                                                                                   | Source                                                                               |                                                                                      |
| ----------------------- | ------------------------------------------------------------------------------------ | ------------------------------------------------------------------------------------ | ------------------------------------------------------------------------------------ | ------------------------------------------------------------------------------------ | ------------------------------------------------------------------------------------ | ------------------------------------------------------------------------------------ | ------------------------------------------------------------------------------------ | ------------------------------------------------------------------------------------ | ------------------------------------------------------------------------------------ | ------------------------------------------------------------------------------------ | ------------------------------------------------------------------------------------ |
| Dernier jour du sondage |                                                                                      |                                                                                      |                                                                                      |                                                                                      |                                                                                      |                                                                                      | Sondeur                                                                              | Échantillon                                                                          | ME                                                                                   | Source                                                                               |                                                                                      |
| 14 décembre 2011        | 16                                                                                   | 22                                                                                   | 36                                                                                   | 22                                                                                   | NC                                                                                   | 4                                                                                    | CROP                                                                                 | 1 000                                                                                | NC                                                                                   | PDF                                                                                  |                                                                                      |
| 18 décembre 2011        | 23                                                                                   | 21                                                                                   | 33                                                                                   | 20                                                                                   | 2                                                                                    | 1                                                                                    | Nanos                                                                                | 198                                                                                  | ± 7,1                                                                                | PDF                                                                                  |                                                                                      |
| 13 décembre 2011        | 19                                                                                   | 18                                                                                   | 28                                                                                   | 22                                                                                   | 5                                                                                    | 8                                                                                    | Forum                                                                                | 286                                                                                  | NC                                                                                   | PDF                                                                                  |                                                                                      |
| 11 décembre 2011        | Daniel Paillé est élu chef du Bloc québécois                                         | Daniel Paillé est élu chef du Bloc québécois                                         | Daniel Paillé est élu chef du Bloc québécois                                         | Daniel Paillé est élu chef du Bloc québécois                                         | Daniel Paillé est élu chef du Bloc québécois                                         | Daniel Paillé est élu chef du Bloc québécois                                         | Daniel Paillé est élu chef du Bloc québécois                                         | Daniel Paillé est élu chef du Bloc québécois                                         | Daniel Paillé est élu chef du Bloc québécois                                         | Daniel Paillé est élu chef du Bloc québécois                                         | Daniel Paillé est élu chef du Bloc québécois                                         |
| 23 novembre 2011        | 15                                                                                   | 23                                                                                   | 37                                                                                   | 21                                                                                   | NC                                                                                   | 3                                                                                    | CROP                                                                                 | 1 000                                                                                | NC                                                                                   | PDF                                                                                  |                                                                                      |
| 21 novembre 2011        | 24                                                                                   | 20                                                                                   | 38                                                                                   | 16                                                                                   | 2                                                                                    | 0                                                                                    | Nanos                                                                                | 198                                                                                  | ± 7,1                                                                                | PDF                                                                                  |                                                                                      |
| 24 octobre 2011         | 18                                                                                   | 15                                                                                   | 45                                                                                   | 15                                                                                   | 3                                                                                    | 4                                                                                    | Nanos                                                                                | 231                                                                                  | ± 6,5                                                                                | PDF                                                                                  |                                                                                      |
| 17 octobre 2011         | 13                                                                                   | 22                                                                                   | 46                                                                                   | 15                                                                                   | NC                                                                                   | 4                                                                                    | CROP                                                                                 | 1 000                                                                                | NC                                                                                   | PDF                                                                                  |                                                                                      |
| 2 octobre 2011          | 18                                                                                   | 20                                                                                   | 44                                                                                   | 14                                                                                   | 1                                                                                    | 3                                                                                    | Nanos                                                                                | 234                                                                                  | ± 6,5                                                                                | PDF                                                                                  |                                                                                      |
| 21 septembre 2011       | 14                                                                                   | 22                                                                                   | 40                                                                                   | 21                                                                                   | 2                                                                                    | 1                                                                                    | Angus Reid                                                                           | NC                                                                                   | NC                                                                                   | PDF                                                                                  |                                                                                      |
| 19 septembre 2011       | 14                                                                                   | 19                                                                                   | 46                                                                                   | 17                                                                                   | 4                                                                                    | 0                                                                                    | CROP                                                                                 | 1 000                                                                                | NC                                                                                   | HTML                                                                                 |                                                                                      |
| 15 septembre 2011       | 11                                                                                   | 19                                                                                   | 43                                                                                   | 23                                                                                   | 2                                                                                    | 2                                                                                    | Léger                                                                                | NC                                                                                   | NC                                                                                   | HTML                                                                                 |                                                                                      |
| 1er septembre 2011      | 16                                                                                   | 19                                                                                   | 49                                                                                   | 10                                                                                   | 4                                                                                    | 2                                                                                    | Nanos                                                                                | 252                                                                                  | ± 6,2                                                                                | PDF                                                                                  |                                                                                      |
| 22 août 2011            | Jack Layton décède, Nycole Turmel le remplace comme chef de l'opposition intérimaire | Jack Layton décède, Nycole Turmel le remplace comme chef de l'opposition intérimaire | Jack Layton décède, Nycole Turmel le remplace comme chef de l'opposition intérimaire | Jack Layton décède, Nycole Turmel le remplace comme chef de l'opposition intérimaire | Jack Layton décède, Nycole Turmel le remplace comme chef de l'opposition intérimaire | Jack Layton décède, Nycole Turmel le remplace comme chef de l'opposition intérimaire | Jack Layton décède, Nycole Turmel le remplace comme chef de l'opposition intérimaire | Jack Layton décède, Nycole Turmel le remplace comme chef de l'opposition intérimaire | Jack Layton décède, Nycole Turmel le remplace comme chef de l'opposition intérimaire | Jack Layton décède, Nycole Turmel le remplace comme chef de l'opposition intérimaire | Jack Layton décède, Nycole Turmel le remplace comme chef de l'opposition intérimaire |
| 22 août 2011            | 12                                                                                   | 22                                                                                   | 40                                                                                   | 20                                                                                   | NC                                                                                   | 6                                                                                    | CROP                                                                                 | 1 000                                                                                | NC                                                                                   | PDF                                                                                  |                                                                                      |
| 9 août 2011             | 17                                                                                   | 22                                                                                   | 35                                                                                   | 22                                                                                   | 4                                                                                    | 0                                                                                    | Angus Reid                                                                           | NC                                                                                   | NC                                                                                   | PDF                                                                                  |                                                                                      |
| 20 juin 2011            | 10                                                                                   | 18                                                                                   | 53                                                                                   | 16                                                                                   | NC                                                                                   | 3                                                                                    | CROP                                                                                 | 1 000                                                                                | NC                                                                                   | PDF                                                                                  |                                                                                      |
| 8 juin 2011             | 14                                                                                   | 15                                                                                   | 46                                                                                   | 22                                                                                   | 3                                                                                    | 1                                                                                    | Léger                                                                                | 1 004                                                                                | ± 3,1                                                                                | PDF                                                                                  |                                                                                      |
| 29 mai 2011             | 20                                                                                   | 22                                                                                   | 39                                                                                   | 11                                                                                   | 4                                                                                    | 4                                                                                    | Nanos                                                                                | 246                                                                                  | ± 6,3                                                                                | PDF                                                                                  |                                                                                      |
| 19 mai 2011             | 13                                                                                   | 19                                                                                   | 43                                                                                   | 22                                                                                   | 4                                                                                    | 0                                                                                    | Abacus                                                                               | 353                                                                                  | NC                                                                                   | PDF                                                                                  |                                                                                      |
| Élection de 2011        | 14,2                                                                                 | 16,5                                                                                 | 42,9                                                                                 | 23,4                                                                                 | 2,1                                                                                  | 0,6                                                                                  |                                                                                      |                                                                                      |                                                                                      |                                                                                      |                                                                                      |

## Par langue

### Intentions de votes chez les francophones
| Dernier jour du sondage | PLC | PCC | NPD | BQ | Vert | Autres | Sondeur | Échantillon | Marge d'erreur | Source |
| ----------------------- | --- | --- | --- | -- | ---- | ------ | ------- | ----------- | -------------- | ------ |
| Dernier jour du sondage |     |     |     |    |      |        | Sondeur | Échantillon | Marge d'erreur | Source |
| 20 septembre 2015       | 15  | 13  | 50  | 17 | 5    | 0      | CROP    | 685         | NC             | PDF    |
| 17 août 2015            | 13  | 12  | 51  | 19 | 4    | 0      | CROP    | 751         | NC             | PDF    |
| 11 juin 2015            | 18  | 16  | 33  | 32 | 1    | 0      | Léger   | 753         | NC             | PDF    |
| 21 avril 2014           | 24  | 10  | 38  | 24 | 4    | NC     | CROP    | 731         | NC             | PDF    |
| 16 mars 2014            | 28  | 11  | 35  | 21 | 5    | 0      | CROP    | 994         | NC             | PDF    |
| 17 novembre 2013        | 31  | 11  | 31  | 19 | 8    | 0      | CROP    | 755         | NC             | PDF    |
| 21 octobre 2013         | 25  | 12  | 35  | 22 | 5    | 0      | CROP    | NC          | NC             | PDF    |
| 15 septembre 2013       | 27  | 12  | 38  | 20 | 4    | 0      | CROP    | NC          | NC             | PDF    |
| 18 août 2013            | 41  | 14  | 27  | 17 | 1    | 0      | CROP    | NC          | NC             | PDF    |
| 20 mai 2013             | 32  | 8   | 34  | 22 | 1    | 0      | CROP    | NC          | NC             | PDF    |
| 22 avril 2013           | 32  | 9   | 33  | 22 | 4    | 0      | CROP    | NC          | NC             | PDF    |
| 18 mars 2013            | 16  | 13  | 41  | 24 | 5    | 1      | CROP    | NC          | NC             | PDF    |
| 18 février 2013         | 16  | 12  | 40  | 25 | 4    | 0      | CROP    | NC          | NC             | PDF    |
| 21 janvier 2013         | 16  | 17  | 37  | 25 | 4    | 0      | CROP    | NC          | NC             | PDF    |
| 10 décembre 2012        | 17  | 11  | 42  | 25 | 5    | 0      | CROP    | NC          | NC             | PDF    |
| 19 novembre 2012        | 12  | 21  | 44  | 19 | 3    | 0      | CROP    | NC          | NC             | PDF    |
| 22 octobre 2012         | 14  | 13  | 42  | 26 | 5    | 0      | CROP    | NC          | NC             | PDF    |
| 19 juin 2012            | 8   | 17  | 49  | 23 | 4    | 0      | CROP    | NC          | NC             | PDF    |
| 21 mai 2012             | 11  | 13  | 54  | 17 | 4    | 1      | CROP    | NC          | NC             | PDF    |
| 23 avril 2012           | 11  | 10  | 54  | 22 | 2    | 0      | CROP    | NC          | NC             | PDF    |
| 19 mars 2012            | 18  | 17  | 30  | 33 | 1    | 0      | CROP    | NC          | NC             | PDF    |
| 21 février 2012         | 17  | 19  | 31  | 29 | 3    | 0      | CROP    | NC          | NC             | PDF    |
| 23 janvier 2012         | 17  | 20  | 32  | 28 | 4    | 0      | CROP    | NC          | NC             | PDF    |
| 14 décembre 2011        | 14  | 20  | 35  | 27 | 3    | 0      | CROP    | NC          | NC             | PDF    |
| 23 novembre 2011        | 12  | 20  | 39  | 26 | 3    | 0      | CROP    | NC          | NC             | PDF    |
| 17 octobre 2011         | 10  | 18  | 49  | 18 | 5    | 0      | CROP    | NC          | NC             | PDF    |
| 19 septembre 2011       | 12  | 17  | 47  | 20 | 4    | 0      | CROP    | NC          | NC             | PDF    |
| 22 août 2011            | 8   | 20  | 41  | 24 | 6    | 1      | CROP    | NC          | NC             | PDF    |
| 20 juin 2011            | 7   | 16  | 56  | 18 | 3    | 0      | CROP    | NC          | NC             | PDF    |
| 8 juin 2011             | 14  | 12  | 45  | 25 | 2    | 2      | Léger   | 720         | NC             | PDF    |

### Intentions de votes chez les non-francophones
| Dernier jour du sondage | PLC | PCC | NPD | BQ | Vert | Autres | Sondeur | Échantillon | Marge d'erreur | Source |
| ----------------------- | --- | --- | --- | -- | ---- | ------ | ------- | ----------- | -------------- | ------ |
| Dernier jour du sondage |     |     |     |    |      |        | Sondeur | Échantillon | Marge d'erreur | Source |
| 20 septembre 2015       | 49  | 18  | 30  | 1  | 2    | 0      | CROP    | 173         | NC             | PDF    |
| 17 août 2015            | 48  | 17  | 29  | 3  | 3    | 1      | CROP    | 125         | NC             | PDF    |
| 11 juin 2015            | 47  | 17  | 27  | 4  | 2    | 3      | Léger   | 180         | NC             | PDF    |
| 21 avril 2014           | 63  | 20  | 12  | 3  | 3    | NC     | CROP    | 163         | NC             | PDF    |
| 16 mars 2014            | 52  | 19  | 17  | 4  | 8    | 0      | CROP    | 223         | NC             | PDF    |
| 17 novembre 2013        | 57  | 19  | 14  | 4  | 6    | 0      | CROP    | 120         | NC             | PDF    |
| 8 juin 2011             | 17  | 25  | 47  | 5  | 5    | 1      | Léger   | 154         | NC             | PDF    |

## Par zone géographique
| Sondeur | Date              |                | Libéral      | Libéral        | Libéral        |              | Conservateur   | Conservateur   | Conservateur |                | NPD            | NPD          | NPD            |                | Bloc québécois | Bloc québécois | Bloc québécois |  | Vert | Vert | Vert |
| Sondeur | Date              |                |              |                |                |              |                |                |              |                |                |              |                |                |                |                |                |  |      |      |      |
| Sondeur | Date              | Montréal (RMR) | Québec (RMR) | Autres régions | Montréal (RMR) | Québec (RMR) | Autres régions | Montréal (RMR) | Québec (RMR) | Autres régions | Montréal (RMR) | Québec (RMR) | Autres régions | Montréal (RMR) | Québec (RMR)   | Autres régions |                |  |      |      |      |
| CROP    | 20 septembre 2015 | 25             | 10           | 22             | 13             | 32           | 12             | 45             | 41           | 47             | 14             | 10           | 14             | 4              | 7              | 5              |                |  |      |      |      |
| CROP    | 17 août 2015      | 22             | 18           | 17             | 10             | 23           | 14             | 46             | 45           | 49             | 18             | 13           | 14             | 3              | 1              | 6              |                |  |      |      |      |
| Léger   | 12 août 2015      | 24             | 14           | NC             | 14             | 37           | NC             | 42             | 33           | NC             | 18             | 16           | NC             | 1              | 0              | NC             |                |  |      |      |      |
| Léger   | 11 juin 2015      | 31             | 11           | 20             | 12             | 32           | 17             | 32             | 26           | 32             | 23             | 28           | 28             | 1              | 3              | 2              |                |  |      |      |      |
| CROP    | 21 avril 2014     | 37             | 24           | 28             | 11             | 20           | 11             | 32             | 27           | 35             | 16             | 22           | 23             | 3              | 6              | 4              |                |  |      |      |      |
| CROP    | 16 mars 2014      | 35             | 27           | 31             | 10             | 20           | 13             | 33             | 34           | 28             | 16             | 15           | 20             | 5              | 4              | 7              |                |  |      |      |      |
| CROP    | 17 novembre 2013  | 38             | 25           | 35             | 13             | 29           | 9              | 25             | 28           | 33             | 16             | 13           | 17             | 9              | 4              | 7              |                |  |      |      |      |
| Léger   | 8 juin 2011       | 13             | 10           | 17             | 14             | 27           | 13             | 47             | 41           | 45             | 21             | 18           | 23             | 4              | 3              | 2              |                |  |      |      |      |

### Intentions de votes sur l'Île de Montréal
| Dernier jour du sondage | PLC  | PCC  | NPD  | BQ   | Vert | Autres | Sondeur | Échantillon | Marge d'erreur | Source |
| ----------------------- | ---- | ---- | ---- | ---- | ---- | ------ | ------- | ----------- | -------------- | ------ |
| Dernier jour du sondage |      |      |      |      |      |        | Sondeur | Échantillon | Marge d'erreur | Source |
| Résultat du vote        | 47,1 | 10,2 | 21,0 | 15,4 | 4,8  | 1,4    |         |             |                |        |
| 21 avril 2014           | 42   | 14   | 23   | 16   | 3    | NC     | CROP    | 230         | NC             | PDF    |

### Intentions de votes dans la couronne de Montréal
| Dernier jour du sondage | PLC | PCC | NPD | BQ | Vert | Autres | Sondeur | Échantillon | Marge d'erreur | Source |
| ----------------------- | --- | --- | --- | -- | ---- | ------ | ------- | ----------- | -------------- | ------ |
| Dernier jour du sondage |     |     |     |    |      |        | Sondeur | Échantillon | Marge d'erreur | Source |
| 21 avril 2014           | 33  | 8   | 40  | 17 | 2    | NC     | CROP    | 235         | NC             | PDF    |